# Porto do Caniçal
O porto do Caniçal é um porto português, localizado na vila do Caniçal, no concelho de Machico, Madeira. A sua construção iniciou-se em 1994, inicialmente tinha como objetivo a instalação de um terminal de apoio à Zona Franca Industrial da Madeira, pois este estava vocacionado para a operação de contentores e para a atividade da pesca, dispondo de duas áreas principais, cada uma delas especializada nestes tipos de carga. Com o passar dos anos, os objetivos definidos foram alterados e foi permitido a transferência de uma parte significativa do atual movimento do porto do Funchal para o porto do Caniçal.
Esta transferência, associada ao largo desenvolvimento da zona franca, implicou a necessidade de dispor de cais vocacionados para a receção de navios e movimentação de carga geral (fracionada e contentorizada), de granéis sólidos (cereais e cimentos) e áreas terrestres para os apoios associados a estas cargas (parqueamentos, edifícios administrativos, oficinas, portarias, entre outros).
A principal infraestrutura de movimentação portuária para as cargas comerciais, destinadas e/ou geradas na Madeira passou a ser o porto do Caniçal, que após as intervenções efetuadas compreende o prolongamento do quebra-mar de proteção ao porto, a construção de uma rampa ro/ro para a movimentação de mercadorias sob plataforma rolante, a ampliação para nascente e poente do cais de contentores e ainda a ampliação dos terraplenos portuários destinados à movimentação de mercadorias (Investimentos, 2008).

## Investimento
O investimento da Secretaria Regional do Equipamento Social e Transportes através da Administração dos Portos da Região Autónoma da Madeira, S.A. (APRAM) no âmbito do Plano Diretor do Porto do Caniçal engloba (Investimentos, 2008):
- Edifícios e arranjos exteriores da zona de apoio portuário (torre de controlo; arranjos paisagísticos; infraestruturas viárias; portaria; escritórios; quiosques; estacionamento, restauração outras infraestruturas exteriores);
- Remodelação das infraestruturas gerais do porto do Caniçal.

## Características técnicas

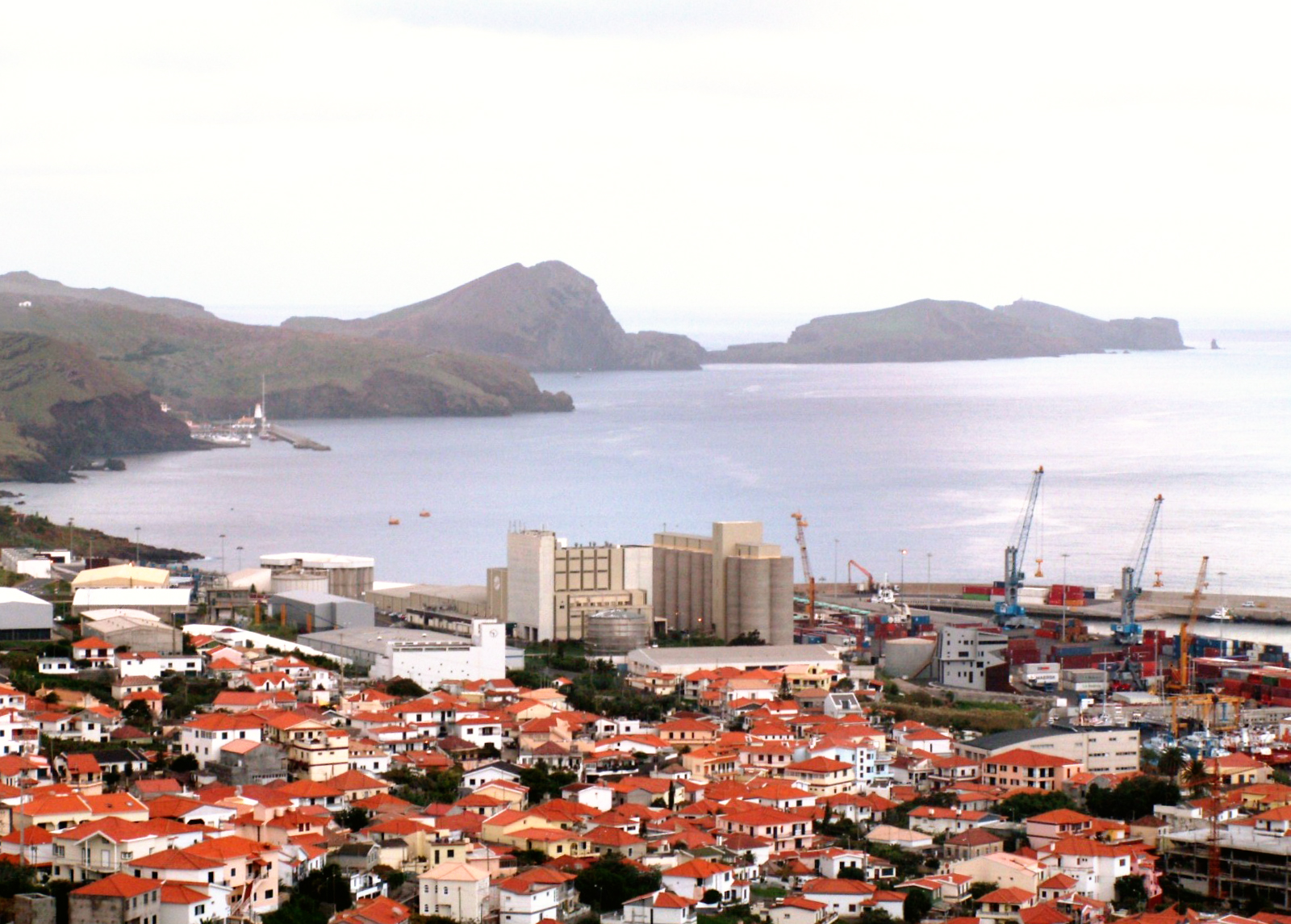
Vista do Caniçal, com o porto à direita, em 2006.

O porto do Caniçal é constituído por (Investimentos, 2008):
- Molhe exterior (terminal de granéis) com 390 m de comprimento e fundos de –15,0 m (ZH);
- Molhe para terminal de contentores com 420 m de comprimento e fundos de –8,0 m (ZH);
- Terrapleno polivalente com 42 750 m²;
- Rampa ro/ro destinada à movimentação de mercadorias.

### Terminais
O porto do Caniçal possui 3 terminais (Área, 2008):
- Cais 1 - Terminal de Contentores (Destinado à descarga de contentores e pontualmente de carga geral convencional e granéis sólidos)
  - Comprimento: 420 m
  - Fundos: -8 m (ZH)
  - Terrapleno: 31 500 m²
- Cais 2 - Cais de Pesca (Destinado à descarga de pescado)
  - Comprimento: 80 m
  - Fundos: Variáveis entre -5 m e -10 m (ZH)
- Cais 3 - Terminal de Carga Geral e Granéis
  - Comprimento: 364 m
  - Muro cortina: +10 m (ZH)
  - Fundos: -13,5 m (ZH)

### Equipamento portuário
O porto do Caniçal dispõe de equipamento que se subdivide em 2 grupos (Movimentação, 2008):
- Movimentação vertical:
- 1 grua móvel Liebherr LHM 250 com capacidade para 64 t a 20 m;
- 1 grua móvel Gottwald HMK 170 E com capacidade para 62 t a 20 m;
- 1 grua móvel Gottwald HMK 260 E com capacidade para 100 t a 20 m;
- 2 gruas móveis Demag com capacidade para 36 t a 10 m cada;
- 2 máquinas de sucção Vigan para cereal;
- 1 máquina Kovaco para sucção de cimento;
- 1 tegão.

- Movimentação horizontal:
- 6 reach stacker 45 t;
- 3 empilhadoras Kalmar de 25 t;
- 1 empilhadora Climax de 4,5 t;
- 1 Fiat 1,5 t;
- 2 pás carregadoras Volvo 4,5 t;
- 1 Samsung 1,5 t;
- 1 Caterpillar 4 t;
- 1 tractor DAF.

## Estatística portuária
Abaixo podem ser consultadas estatísticas sobre o movimento anual de carga no Porto do Caniçal e, também, a percentagem que este representa do total dos portos da Região:
| Ano  | Movimento global de mercadorias | Movimento global de mercadorias | Movimento global de mercadorias | Movimento de contentores (em TEU) | Movimento de contentores (em TEU) | Movimento de contentores (em TEU) | Ref   |
| Ano  | Entrada                         | Saída                           | Total (regional)                | Entrada                           | Saída                             | Total (regional)                  | Ref   |
| ---- | ------------------------------- | ------------------------------- | ------------------------------- | --------------------------------- | --------------------------------- | --------------------------------- | ----- |
| 2011 | 684 161                         | 260 011                         | 944 172 (47,4 %)                | 47 571                            | 47 840                            | 95 411 (97,9 %)                   | [ 2 ] |
| 2012 | 593 835                         | 239 297                         | 833 132 (54,0 %)                | 42 832                            | 42 578                            | 85 410 (98,0 %)                   | [ 3 ] |
| 2013 | 638 390                         | 238 397                         | 876 787 (56,4 %)                | 43 336                            | 43 679                            | 87 015 (97,7 %)                   | [ 4 ] |
| 2014 | 663 315                         | 243 194                         | 906 509 (60,3 %)                | 46 079                            | 45 936                            | 92 015 (97,7 %)                   | [ 5 ] |
| 2015 | 650 473                         | 250 306                         | 900 779 (60,4 %)                | 47 942                            | 47 220                            | 95 162 (98,0 %)                   | [ 6 ] |
| 2016 | 704 695                         | 261 158                         | 965 853 (67,8 %)                | 49 890                            | 49 695                            | 99 585 (98,1 %)                   | [ 7 ] |
| 2017 | 726 818                         | 274 961                         | 1 001 779 (67,7 %)              | 52 417                            | 52 316                            | 104 733 (97,9 %)                  | [ 8 ] |